# Johann Cassinone
Johann Cassinone (* ca. 1751 in Köln; † 23. März 1826 in Bruchsal; katholisch) war in Diensten des Hochstifts Speyer und nach dessen Auflösung im Jahr 1803 im badischen Staatsdienst.

## Familie
Johann Cassinone war der Sohn des Kaufmanns Anton Franz Cassinone (* 12. Oktober 1712 in Pavia; † 19. Januar 1799 in Köln) und der Maria geborene Krämer (* 1726 Köln; † 16. März 1807 ebenda). Er war verheiratet mit Anna Elisabeth geborene Stahl (* 1757; † 5. Februar 1809 in Bruchsal). Aus dieser Ehe entstammt der Sohn Alban (* 17. Mai 1785 in Bruchsal; † 28. Januar 1844 in Karlsruhe).

## Leben
Seit dem 6. Februar 1775 war er Fiskal-Kammer-Prokurator und Hofkammerrat des Hochstifts Speyer in Bruchsal. Nach dessen Auflösung wurde er ab dem 23. April 1803 Landvogt der Landvogtei Michelsberg sowie Kirchenvogt und Kommissar der Kameralkommission bei der Provinzverwaltung der Pfalzgrafschaft in Bruchsal. 1804 erfolgte die Ernennung zum Geheimen Referendar. Ab 1807 war Cassionone Landvogt des Oberamts Bruchsal und wurde 1810 in den Ruhestand versetzt.